# Ricardo Pereira (acteur)
Pour les articles homonymes, voir Ricardo Pereira.
Ricardo Pereira, né le 14 septembre 1979 est un acteur portugais, mannequin et présentateur de télévision. Ricardo est né à Lisbonne, a vécu la majeure partie de sa jeunesse à Sintra et a étudié la psychologie à l'Université Lusófona, sans cependant obtenir le diplôme.
Il a été choisi pour de grandes campagnes publicitaires de la banque portugaise Millennium BCP, de la chaîne de supermarchés Pingo Doce et de la chaîne de biens électroniques Worten (Sonae). Ricardo a aussi passé de longues périodes au Brésil, vivant surtout à Rio de Janeiro et jouant dans des telenovelas brésiliennes pour Rede Globo.

## Filmographie

### Cinéma au Portugal
- 1995 : Fulano
- 2001 : Um Homem não é um Gato - (Miguel)
- 2003 : Sem Ela
- 2003 : Os Imortais - (TV Reporter)
- 2004 : O Milagre Segundo Salomé - (Gabriel)
- 2005 : O Crime do Padre Amaro - (Gustavo)
- 2006 : Sonhos e Desejos - (Roco)
- 2006 : Viúva Rica Solteira não Fica - (Adriano)
- 2007 : Nadine - (Antonio)
- 2008 : Amália - O Filme - (Eduardo Ricciardi)
- 2008 : maximo - temporada 2 floribella
- 2009 : Second Life (film)
- 2010 : Mystères de Lisbonne (Mistérios de Lisboa) - (Raúl Ruiz)
- 2016 : Cartas da Guerra de Ivo Ferreira :

### Télévision au Portugal
- 2015: Mar Salgado - (André Queiroz)
- 2010: Laços de Sangue
- 2010: Lua Vermelha - (Vasco Galvão)
- 2009: Perfeito Coração - (Pedro Cardoso)
- 2008: Podia Acabar o Mundo - (Nuno)
- 2007: Floribella - (Conde Máximo)
- 2006: Jura - (Paulo Almeida)
- 2005: O Diário de Sofia - (Francesco)
- 2004: Inspector Max
- 2003: Queridas Feras - (Pedro Maia)
- 2003: Saber Amar - (João Vidal)
- 2002: Amanhecer - (Rui Costa)
- 2002: O Bairro da Fonte
- 2002: Sonhos Traídos - (João)
- 2002: A Minha Sogra é uma Bruxa - (Leopoldo)
- 2001: A Senhora das Águas - (Gil Vargas das Neves)
- 2021 : Amor amor  - (Romeu santiago)

### Télévision au Brésil
- 2018: Deus Salve o Rei
- 2016: Liberdade, Liberdade - (Coronel Tolentino)
- 2011: Passions Mortelles (Insensato Coração) - (Henrique Taborda)
- 2010: A Vida Alheia - (Rafael Régis)
- 2009: Toma Lá,Dá Cá - (Alexandre, Xandinho)
- 2008: Negócio da China - (João)
- 2006: Pé na Jaca - (Thierry)
- 2005: Prova de Amor - (Marco Aurélio/ Toni Marco Antônio)
- 2004: Como uma Onda - (Daniel Cascaes)